# Michikaze Ono
Michikaze Ono lub Tōfū Ono (jap. 小野道風 Ono no Michikaze, Ono no Tōfū; ur. 894, zm. 966) – japoński kaligraf tworzący w okresie Heian.

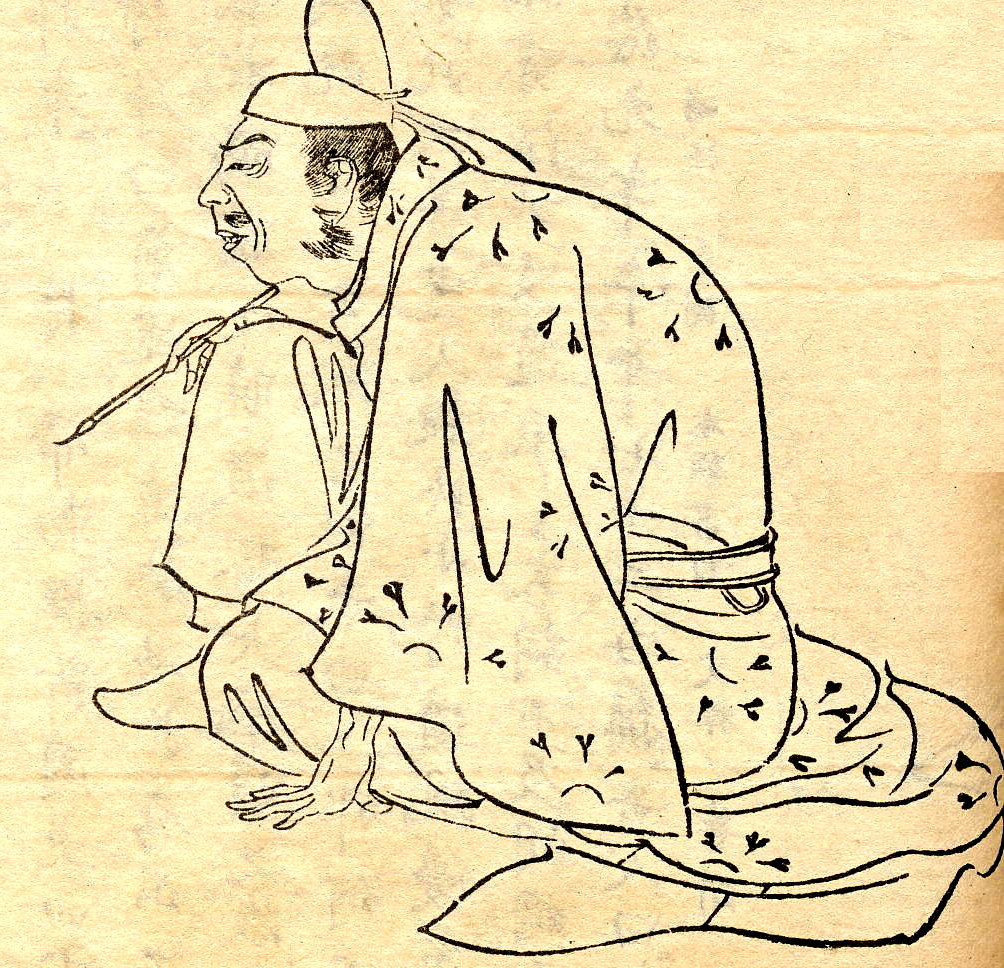
Ono no Michikaze

Wnuk poety Takamury Ono. Wraz z Sukemasą Fujiwarą i Yukinari Fujiwarą zaliczany do grupy trzech mistrzów pędzla (Sanseki). Uważany jest za właściwego twórcę japońskiej szkoły kaligrafii.